# Аббасов Абдуліхат Умарович
Абдуліхат Умарович Аббасов (тат. Габделхат Гомәр улы Габбасов, Ğabdelxat Ğөmər ulı Ğabbasov; 13 вересня 1929 — 11 серпня 1996) — радянський військово-морський діяч, контр-адмірал, Герой Радянського Союзу.

## Біографія
Народився 30 вересня 1929 року в татарському селі Новомочалей (нині Пільнінського району) Нижегородської області.
Закінчивши 10 класів, вступив юнгою в школу радіометристів ВМС, яку закінчив у 1947 році. У тому ж році вступив і в 1950 році закінчив Ленінградське військово-морське підготовче училище, в цьому ж році почав служити у Військово-морських силах. У 1950 році вступив і в 1954 році закінчив 1-е Балтійське вище військово-морське училище підводного плавання.
Службу проходив на підводних човнах Північного флоту: з листопада 1954 року по січень 1957 командиром мінно-торпедної бойової частини підводного човна «С-45», а з січня 1957 року по грудень 1958 року — помічником командира і старшим помічником командира дизельних підводних човнів «С-155» і «С-300». Член КПРС з 1956 року.
У 1958 році вступив і в 1959 році закінчив Вищі спеціальні офіцерські класи ВМФ, в лютому 1960 року призначений старшим помічником командира атомного підводного човна «К-40» проекту 658. У лютому 1962 призначений командиром атомного підводного човна «К-123» проекту 705, на посаді командира якої зробив великий внесок в освоєння нової складної бойової техніки на всіх етапах її побудови. У 1968 році закінчив Академічні курси офіцерського складу Військово-морської академії.
Указом Президії Верховної Ради СРСР від 16 грудня 1981 року за великий внесок в освоєнні і випробуванні головного атомного підводного човна нового проекту, проявлені при цьому особисту мужність і відвагу, капітану 1 рангу Абдуліхату Умаровичу Аббасову присвоєно звання Героя Радянського Союзу з врученням ордена Леніна і медалі «Золота Зірка».
У серпні 1979 року призначений на посаду начальника Навчального центру ВМФ, в жовтні 1983 року — начальника 4-го відділу і з травня 1987 року — начальника 5-го відділу навчальних центрів і матеріально-технічного забезпечення Управління бойової підготовки ВМФ. Постановою Ради Міністрів СРСР від 22 лютого 1983 капітану 1 рангу Абдуліхату Умаровичу Аббасову присвоєно військове звання «контр-адмірал».
У червні 1988 року звільнений у відставку. Жив в Москві.
Помер 11 серпня 1996 року в Москві. Похований на Даниловському мусульманському кладовищі в Москві.